# François Jégou
François Jégou, né le 29 juillet 1825 à Guémené-sur-Scorff et mort le 12 mars 1890 à Lorient, est un historien français.

## Biographie
François Jégou suit des études au séminaire de Saint-Méen. À l'âge de 18 ans, il postule à un emploi dans la marine, à Lorient. Il rentre dans l'administration de la Marine dans le corps des écrivains de la Marine Royale.
En 1850, à l'âge de 25 ans, il quitte son métier d'écrivain de la Marine Royale pour devenir, selon René Kerviler, greffier au tribunal de Napoléonville (Pontivy),. En fait, il est greffier au tribunal civil et de commerce de Napoléonville, poste qu'il occupe jusqu'en 1857.
En 1857, à l'âge de 32 ans, il devient greffier au tribunal de Lorient. Dès 1858, il mène ses premières recherches historiques comme en témoigne Prosper Levot, conservateur de la marine à Brest, dans son article Documents sur la famille Cadudal ou Cadoudal. C'est en 1863 qu'il publie son premier ouvrage Le Faouëdic-Lisivy. Étude introductive à l'histoire de Lorient. Il devient membre la même année de la société polymathique du Morbihan. Il publie à partir de 1865 dans le Bulletin de la Société polymathique du Morbihan plusieurs articles. Le Courrier de Bretagne du 12 décembre 1866 salue fortement son travail : « Un de nos concitoyens, M.F. Jégou a réalisé pour Lorient ce que l'édilité parisienne vient de prescrire pour la capitale. En se décidant à livrer à la publicité de précieux documents que seul il possède, M. Jégou rendrait un éminent service à la cité, et nous serions heureux de voir nos magistrats reconnaître, en l'encourageant, le talent, le patriotisme et le désintéressement du savant chercheur auquel on doit tant de trouvailles ».
Il s'engage dans la vie politique puisqu'il est présent sur une liste pour les élections municipales de 1865. Celle liste perd devant le maire sortant Joseph Le Mélorel de La Haichois qui est réélu. Il se présente à nouveau aux élections municipales de 1870 où il est présent sur plusieurs listes !
Le 11 juin 1870, il quitte la charge de greffier en chef du tribunal de Lorient et est nommé, le 7 avril 1871, juge de paix à Guérande,.
À Guérande, il poursuit ses recherches historiques et publie dans la Revue de Bretagne et de Vendée d'Arthur de La Borderie de 1874 à 1876 plusieurs articles sur « La noble et très-ancienne confrérie Monseigneur Saint Nicolas de Guérande ».
Le 12 juin 1873, il revient à Lorient et est nommé juge de paix du 2e canton de Lorient.
En 1874, il fait don à la bibliothèque de Lorient de différentes notices concernant l'histoire de l'industrie lorientaise. Il est d'ailleurs plus tard nommé adjoint à la commission de la bibliothèque de Lorient par arrêté ministériel. 
Il quitte la société polymathique du Morbihan en 1877.

## Œuvre

### Ouvrages et brochures
- Le Faouëdic-Lisivy : Étude introductive à l'histoire de Lorient, Lorient, Édouard Corfmat, imprimeur-libraire, 1863, 140 p. — Texte intégral sur Gallica.
- Histoire de la fondation de Lorient : Étude archéologique, Lorient, Ad. Lesnard, imprimeur-libraire, 1870, 351-XLIV p. (lire en ligne)Critique de l'ouvrage par Louis de Kerjean dans la Revue de Bretagne et de Vendée, 4e série, t. 5, avril 1874, p. 326-328
- Annales Guérandaises. La noble et très-ancienne confrérie Monseigneur Saint Nicolas de Guérande : Guérande - La Confrérie - Saint-Nicolas - Les Templiers - Les Frères Saint-Nicolas, Nantes, imp. Vincent Forest et Émile Grimaud, 1874, 24 p.
- Céramique bretonne : Porcelaines et faïences lorientaises, Lorient, imp. Grouhel, 1876, 11 p.
- Les fondateurs de Lorient : Réponse à M. Lecoq-Kerneven, auteur de généalogie et annales de la maison Blondel de Sillé, etc., Nantes, imp. Vincent Forest et Émile Grimaud, 1878, 47 p. — Texte intégral sur Gallica.
- Lorient, arsenal royal (1690-1697), Paris et Nancy, Berger-Levrault, 1878, 87 p.
- La question Dondel et M. Lecoq-Kerneven : Lettre à M. Larvorre de Kerpenic, Lorient, imp. centrale Eug. Grouhel, libraire éditeur, 1878, 30 p.
- Lorient, arsenal royal (1704-1720), Paris, Berger-Levrault, 1883, 163 p.
- Histoire de Lorient, port de guerre (1690-1720) : Marine militaire et corsaires sous le règne de Louis XIV  (préf. René Kerviler, ingénieur en chef des ponts et chaussées), Vannes, lib. Eugène Lafolye, 1887, 2e éd., 452 p.
- F.-J.-K.-R. de Broguérec, Loc-Maria-Kaër : étude de géographie gallo-romaine en Armorique, d'après les noms de lieux, Lorient, imp. Cathrine et Guyomar, 1888, 52 p.
- Le monastère de sainte-Catherine-lez-Blavet, Lorient, imp. Louis Chamaillard, éditeur, 1890, 31 p.

### Ouvrages non publiés
- Recueil de notes et d'extraits tirés des archives du port de Lorient, concernant le personnel des officiers de vaisseaux, fonctionnaires, employés et maîtres d'ouvrages du département maritime de Port-Louis et de l'arsenal royal de Lorient de 1690 à 1790 : suivi d'une liste de vaisseaux construits et armés en guerre par l'arsenal de Toulon, de 1689 à 1720 (offert par F. Jégou au vice-amiral Jauréguiberry, ministre de la Marine), janvier 1882, 360 p. — Fiche d'archivage aux Archives nationales.

### Articles
- « Le port de Blavet et Jérôme d'Arradon, seigneur de Quinipily », Bulletin de la société polymathique du Morbihan, Vannes, Imprimerie de L. Galle,‎ 1865, p. 4-24. — Texte intégral sur Gallica.
  - Le port de Blavet (Port-Louis) et Jérôme d'Arradon seigneur de Quinipily, Vannes, Imprimerie de L. Galle, coll. « Politique et religion », 1865, 23 p.. — Texte intégral sur Gallica.
- La manufacture de porcelaines de Lorient (1790-1808), Lorient, Librairie de Mme Veuve Texier et Typographie de Victor Auger, coll. « Industrie morbihanaise », 1865, 32 p., 21,8 × 14 cm.
- « L'île Saint-Michel. Prieuré - Lazaret (I-VII) », Bulletin de la société polymathique du Morbihan, Vannes, Imprimerie de L. Galle,‎ 1er sem. 1866, p. 63-80. — Texte intégral sur Gallica.
- « L'île Saint-Michel. Prieuré - Lazaret (VIII-XI) », Bulletin de la société polymathique du Morbihan, Vannes, Imprimerie de L. Galle,‎ 2e sem. 1866, p. 125-140. — Texte intégral sur Gallica.
- « L'île Saint-Michel. Prieuré - Lazaret (XII-XIV) », Bulletin de la société polymathique du Morbihan, Vannes, Imprimerie de L. Galle,‎ 1er sem. 1867, p. 59-79. — Texte intégral sur Gallica.
- « Le choix d'un port », Bulletin de la société polymathique du Morbihan, Vannes, Imprimerie de L. Galle,‎ 2e sem. 1867, p. 186-201. — Texte intégral sur Gallica.
- « La fondation de Lorient : Le Faouédic, Tréfaven et Plœmeur en 1666 », Bulletin de la société polymathique du Morbihan, Vannes, Imprimerie de L. Galle,‎ 1er sem. 1868, p. 41-61. — Texte intégral sur Gallica.
- « La fondation de Lorient (1666-1690) : Le 31 août 1666 », Bulletin de la société polymathique du Morbihan, Vannes, Imprimerie de L. Galle,‎ 1er sem. 1869, p. 38-55. — Texte intégral sur Gallica.
- « La fondation de Lorient : Le lieu d'Orient. 1. Le chantier », Bulletin de la société polymathique du Morbihan, Vannes, Imprimerie de L. Galle,‎ 2e sem. 1869, p. 129-147. — Texte intégral sur Gallica.

- « La fondation de Lorient : Le lieu d'Orient. 2. Le Parc et l'Enclos », Bulletin de la société polymathique du Morbihan, Vannes, Imprimerie de L. Galle,‎ 1870, p. 83-90. — Texte intégral sur Gallica.
- « La Dame de Tronchâteau », Bulletin de la société polymathique du Morbihan, Vannes, Imprimerie de L. Galle,‎ 2e sem. 1874, p. 133-137. — Texte intégral sur Gallica.
- « La noble et très ancienne confrérie Monseigneur Saint-Nicolas de Guérande (I-III) », Revue de Bretagne et de Vendée, Nantes, 4e série, t. 6,‎ juillet 1874, p. 5-15. — Texte intégral sur Gallica.
- « La noble et très ancienne confrérie Monseigneur Saint-Nicolas de Guérande (IV-V) », Revue de Bretagne et de Vendée, Nantes, 4e série, t. 6,‎ août 1874, p. 99-112. — Texte intégral sur Gallica.
- « Les Templiers et le culte de saint Nicolas », Revue de Bretagne et de Vendée, Nantes, 4e série, t. 8,‎ août 1875, p. 81-88. — Texte intégral sur Gallica.
- « La noble et très ancienne confrérie Monseigneur Saint-Nicolas de Guérande (VI-VII) », Revue de Bretagne et de Vendée, Nantes, 4e série, t. 8,‎ novembre 1875, p. 344-353. — Texte intégral sur Gallica.
- « La noble et très ancienne confrérie Monseigneur Saint-Nicolas de Guérande (VIII) », Revue de Bretagne et de Vendée, Nantes, 4e série, t. 9,‎ janvier 1876, p. 47-56. — Texte intégral sur Gallica.
- « Lorient, arsenal royal (1690-1697) (I début) », Revue maritime et coloniale, Paris, Berger-Levrault, t. 58,‎ 3e trim. 1878, p. 606-625. — Texte intégral sur Gallica.
- « Lorient, arsenal royal (1690-1697) (I fin-II) », Revue maritime et coloniale, Paris, Berger-Levrault, t. 59,‎ 4e trim. 1878, p. 19-40. — Texte intégral sur Gallica.
- « Lorient, arsenal royal (1690-1697) (III-IV) », Revue maritime et coloniale, Paris, Berger-Levrault, t. 59,‎ 4e trim. 1878, p. 233-253. — Texte intégral sur Gallica.
- « Lorient, arsenal royal (1690-1697) (V-VI) », Revue maritime et coloniale, Paris, Berger-Levrault, t. 60,‎ 1er trim. 1879, p. 349-371. — Texte intégral sur Gallica.
- « Lorient, arsenal royal (2e partie - 1698-1703) (I-IV) », Revue maritime et coloniale, Paris, Berger-Levrault, t. 66,‎ 3e trim. 1880, p. 135-169. — Texte intégral sur Gallica.
- « Lorient, arsenal royal (2e partie - 1698-1703) (V-X) », Revue maritime et coloniale, Paris, Berger-Levrault, t. 66,‎ 3e trim. 1880, p. 259-310. — Texte intégral sur Gallica.
- « Lorient, arsenal royal (3e partie - 1704-1720) (I-IV) », Revue maritime et coloniale, Paris, Berger-Levrault, t. 73,‎ 2e trim. 1882, p. 121-145. — Texte intégral sur Gallica.
- « Lorient, arsenal royal (3e partie - 1704-1720) (V-IX) », Revue maritime et coloniale, Paris, Berger-Levrault, t. 73,‎ 2e trim. 1882, p. 312-356. — Texte intégral sur Gallica.
- « Lorient, arsenal royal (3e partie - 1704-1720) (X-XII) », Revue maritime et coloniale, Paris, Berger-Levrault, t. 74,‎ 3e trim. 1882, p. 559-592. — Texte intégral sur Gallica.
- « Lorient, arsenal royal (3e partie - 1704-1720) (XIII-XVI) », Revue maritime et coloniale, Paris, Berger-Levrault, t. 75,‎ 4e trim. 1882, p. 258-299. — Texte intégral sur Gallica.
- « Lorient, arsenal royal (3e partie - 1704-1720) (XVII-XVIII) », Revue maritime et coloniale, Paris, Berger-Levrault, t. 78,‎ 3e trim. 1883, p. 660-678. — Texte intégral sur Gallica.
- « Lorient, arsenal royal (3e partie - 1704-1720) (plans du port et de la ville de Lorient en 1703 et en 1720) », Revue maritime et coloniale, Paris, Berger-Levrault, t. 79,‎ 4e trim. 1883, p. 742-743. — Texte intégral sur Gallica.

### Contributions
- Il contribue à l'ouvrage de René Kerviler Répertoire général de bio-bibliographie bretonne publié à Rennes de 1886 à 1908[4].